# Zamek Hermana

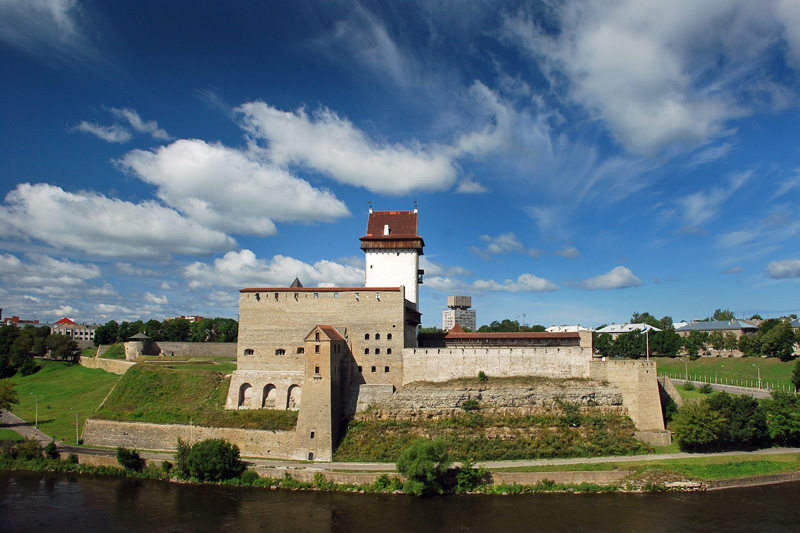
Widok na zamek od Iwangorodu

Zamek Hermana – zamek w Narwie, nad rzeką o tej samej nazwie, założony w 1256 przez Duńczyków. Pierwszy kamienny zamek został zbudowany na początku XIV w., od 1346 r. należał do inflanckiej gałęzi zakonu krzyżackiego. 
Najlepiej zachowany obiekt obronny tego typu w Estonii, pełni funkcje muzealne.

## Historia

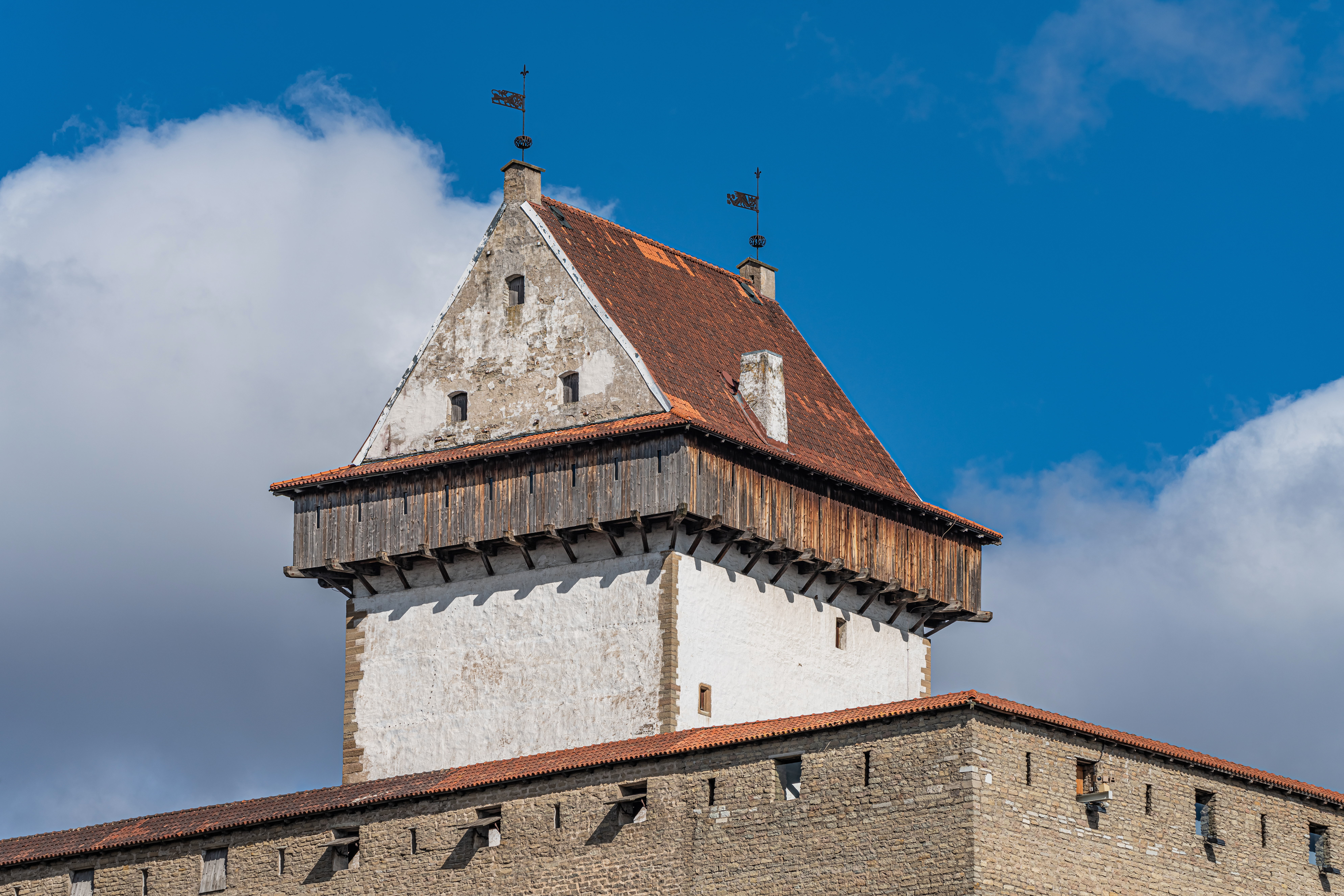
Wieża na zamku

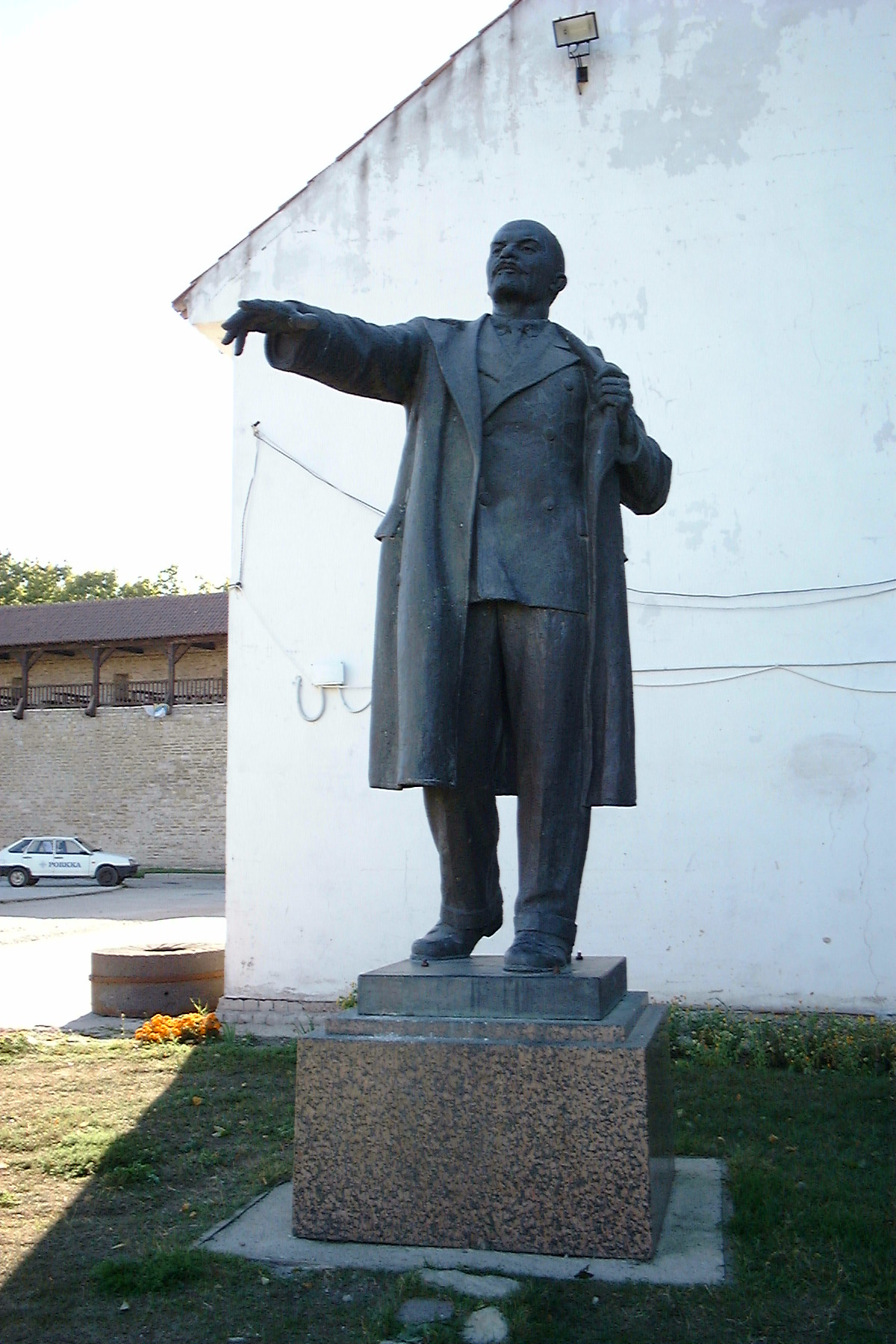
Pomnik Lenina na dziedzińcu

Około połowy XIII wieku Duńczycy po zdobyciu północnej Estonii zbudowali drewnianą twierdzę graniczną przy starym trakcie, nad rzeką Narwą. Pod osłoną twierdzy starsza osada nabrała miejskiego charakteru, do połowy XIV w. przekształcając się w miasto Narwę. Po kilku konfliktach z Rusią, na początku XIV wieku Duńczycy rozpoczęli budowę kamiennej twierdzy. Był to niewielki, przypominający kasztel budynek o 40-metrowych bokach. Wieża, poprzedniczka dzisiejszej, znajdowała się w jej północno-zachodnim narożniku.
Na początku XIV wieku w północnej stronie warowni założono niewielki dziedziniec, a w połowie stulecia dodano duży dziedziniec po zachodniej stronie, gdzie obywatele mogli chronić się w razie wojen, gdyż pod rządami duńskimi miasto Narwa nie było otoczone murami.
W 1347 r. król Waldemar IV Atterdag sprzedał północną Estonię, w tym Narwę, gałęzi inflanckiej zakonu krzyżackiego, który przebudował budynek, by odpowiadał wymogom reguły zakonnej. Wieża Hermana (o wysokości 51 m) została również ukończona w czasie rządów Zakonu; wzniesiono ją w odpowiedzi na budowę w 1492 r. przez Wielkie Księstwo Moskewskie zamku w Iwangorodzie po przeciwnej stronie rzeki Narwy. Zakon otoczył miasto murami, które nie zachowały się (w 1777 r. nakazano je zburzyć).
Pod koniec epoki panowania Zakonu mur miejski został uzupełniony, bramy zostały wzmocnione przez dodanie przyczółków, a kilka średniowiecznych wież zaadaptowano na wieże działowe lub barbakany, z których dwa można dziś zobaczyć w ich zrekonstruowanym kształcie w narożnikach zachodniego dziedzińca.
Zamek został poważnie uszkodzony w czasie walk o Narwę podczas II wojny światowej i odbudowany w latach 70. i 80. XX w. W 1986 r. otwarto w nim muzeum. Po upadku ZSRR na dziedziniec zamku przeniesiono pomnik Lenina, który wcześniej znajdował się w centrum Narwy.